# 石角春之助
石角 春之助（いしずみ はるのすけ、1890年 - 1939年7月31日）は、日本のルポルタージュ作家。別名を春洋。

## 経歴
京都府何鹿郡東八田村（現・綾部市）生まれ。1912年明治大学法学部卒業、報知新聞社入社、その後、横田千之助の秘書。法律の通俗書などを執筆、1923年の関東大震災後は浅草などの盛り場の話や底辺で生活する人たちを記録した。斎藤昌三、梅原北明など性風俗研究家と交際があった。

## 著書
- 立憲思想の養成 春光堂 1913
- 浮世のあら 石角春洋 昇文館 1917
- 家督遺産相続人の心得 石角春洋 誠光堂 1919
- 穴さがし五分間応接 石角春洋 三進堂 1919
- 獅子も交際に依って猫の如し 社交秘訣 石角春洋 三進堂書店 1919
- 保険契約者の福音 一名・完全に保険金を取る法 石角春洋 誠文堂 1919
- 債権取立法 貸金、売掛代金、地代、家賃、約手、小切手、保険金其他 石角春洋 誠光堂 1919
- 貸金者の心得 幸盛堂 1920
- 法律日常宝典 昇文館 1920
- 眼の前に見られる観音様の霊験 石角春洋 心友社 1920
- 性慾と犯罪講話 石角春洋 三光社 1921 (性慾研究叢書)
- おへその嫁入り 石角春洋 九段書房 1921
- 人をチャームする応接の仕方 石角春洋 九段書房 1921
- 茶目猫の発心 石角春洋 心友社 1921
- 活用自在ふみの書方 石角春洋 昇文館 1921
- 青春の戦ひ 石角春洋 中村兼吉 1922
- 法律万解辞典 親族編、相続編 九段書房 1923 (日常叢書)
- 法律万解辞典 物権法・借地借家法 九段書房 1923 (日常叢書)
- 女性の急所 石角春洋 榎本書店・進文堂、1924
- 応接の奥義 石角春洋 榎本書店、1924
- 愛児の育て方と教へ方 石角春洋 昭文館、1925
- 変態性的婦人犯罪考 温故書屋 1927.11
- 戯曲変態仇討 文人社 1928
- 応接の仕方 石角春洋 榎本書店、1928
- 人を引つける座談の秘訣 石角春洋 己羊社書院、1928
- 商売の仕方 石角春洋 榎本書店、1928
- 乞食裏譚 文人社出版部 1929
- 楽屋裏譚 文人社出版部 1929
- 浅草女裏譚 文人社出版部 1930
- 神経衰弱の光秀 文人社 1930
- 浅草経済学 文人社 1933
- 銀座解剖図 第1-2篇 丸之内出版社 1934-1935
- 乞食裏物語 丸之内出版社 1935
- 戯曲国体明徴 栗田書店 1935
- 銀座秘録 東華書荘 1937
- 未亡人 伝・石角春之助 1997.12 (河出文庫)

## 復刊
- 近代日本の乞食 乞食裏譚 明石書店 1996.7
- 浅草裏譚 復刻版 本の友社 1999.11 (「大正・昭和」下層社会記録文献集成)

## 共著
- 女性美の現し方 魅力の研究 石角春洋、村田俊子著 榎本書店・進文堂、1924
- 普通選挙法解釈 国民に必要な政治知識 坂木大五郎、石角春之助 二松堂書店 1925
- 通俗日常法律百科精解 坂木大五郎、石角春之助 金塔社 1928
- 万病征服自彊術屈伸療法 黒瀬三郎、石角春之助 博文堂出版部 1930

## 参考
- 『復刻 江戸と東京』（明石書店）第4冊、年譜（大串夏身）